# Якоб III Фугер
Якоб III Фугер (на немски: Jakob III. Fugger; * 30 март 1542, Бабенхаузен; † 7 февруари 1598, Бабенхаузен) е граф на Фугер от линията „Лилията“ (фон дер Лилие), немски търговец и собственик и господар на дворец Бабенхаузен в Унтералгой, Бавария, господар на дворец Веленбург (в Аугсбург) и Бос.

## Произход
Той е четвъртият син на търговеца и банкера граф Антон Фугер (1493 – 1560) и съпругата му Анна Релингер фон Боргау (1511 – 1548, Бабенхаузен), дъщеря на Ханс 'Стари' Релингер (1483 – 1553) и Анна Дитенхаймер (1486 – 1563). Внук е на банкера Георг Фугер (1453 – 1506) и правнук на Якоб Фугер Стари (1398 – 1469). Брат е на Маркус Фугер (1529 – 1597) и Ханс Фугер (1531 – 1598).
Якоб III, както братята му, получава търговско, културно и философско образование. След смъртта на баща му през 1560 г. той управлява заедно с братята си търговската фирма. През 1573 г. братята си разделят цялата собственост. Якоб получава между другото господствата Бабенхаузен, Веленбург и Боос.
Якоб III Фугер умира на 7 февруари 1598 г. на 55 години в Бабенхаузен и е погребан там.

## Фамилия
Якоб III Фугер се жени на 27 ноември 1570 г. за Анна Мария Илзунг фон Тратцберг (* 14 февруари 1549, Аугсбург; † 21 февруари 1601, Тратцберг), дъщеря на Георг Илзунг фон Тратцберг и Анна Лоебл, фрайин фон Грайнбург. Те имат 11 деца:
- Сибила Фугер цу Кирхберг-Вайсенхорн (* 4 октомври 1572; † 14 април 1616), омъжена на 4 октомври 1587 г. в Аугсбург за Йохан VI фон Монфор, граф в Пфанберг, Пеггау, Тетнанг, Васенбург и Лангенарген († 21 февруари 1619), син на Якоб фон Монфор († 1572) и Катарина Фугер (1532 – 1585), дъщеря на Антон Фугер
- Хиронимус Фугер цу Кирхберг-Вайсенхорн (* 20 август 1574; † 12 юли 1579), фрайхер
- Катарина Фугер цу Кирхберг-Вайсенхорн (* 9 октомври 1575; † 9 май 1607), омъжена за Ладислаус Освалд фон Тоеринг-Тенглинг цум Щайн-Пертенщайн (1566 – 1638)
- Георг Фугер цу Кирхберг-Вайсенхорн-Васербург и Трацберг (* 2 септември 1577; † 5 юли 1643), граф, фогт в Швабия, женен на 10 август 1620 г. за Анна Мария фон Тоеринг-Жетенбах (1576 – 1636)
- Вероника Фугер цу Кирхберг-Вайсенхорн (* 4 август 1578; † 15 януари 1645), омъжена за Албрехт Фугер-Кирхберг и Вайсенхорн (1574 – 1614)
- Регина Фугер цу Кирхберг-Вайсенхорн (* 10/11 май 1581; † 1633), омъжена за Даниел Феликс фон Шпаур (1566 – 1612)
- Анна Фугер цу Кирхберг-Вайсенхорн (* 25 април 1582; † 12 май 1633), омъжена за Георг Конрад фон Тьоринг-Зеефелд (1580 – 1625)
- Йохан Фугер Стари (* 1 юни 1583; † 28 април 1633), граф, господар на Кирхберг-Вайсенхорн-Бабенхаузен-Бос, женен на 20 февруари 1605 г. в Зигмаринген за Мария Елеонора фон Хоенцолерн-Зигмаринген (* 29 октомври 1586; † 1668), дъщеря на граф Карл II фон Хоенцолерн-Зигмаринген (1547 – 1606) и Евфросина фон Йотинген-Валерщайн (1552 – 1590)
- Хиронимус Фугер фон Кирхберг-Вайсенхорн-Веленбург (* 17 юли 1584; † 15 април/8 май 1633), граф, женен за Мария Фугер-Кирхберг-Вайсенхорн (1594 – 1635)
- Максимилиан Фугер цу Кирхберг-Вайсенхорн-Бабенхауен (* 8 февруари 1587; † 2 март 1629)
- Якоб Фугер цу Кирхберг-Вайсенхорн (* 30 януари 1588; † 22 септември 1607)